# بلک‌برن آر-۱
بلک‌برن آر-۱ (به انگلیسی: Blackburn_Blackburn) یک هواگرد ملخ‌پیشین تک‌موتوره از نوع شناسایی ساخت شرکت هواگردسازی بلک‌برن است. هواگرد بلک‌برن آر-۱ نخستین پروازش را در ۱۹۲۲ میلادی انجام داد. این هواگرد در سال ۱۹۲۳ میلادی رسماً معرفی گردید. در مجموع، تعداد ۴۴ فروند از این هواگرد ساخته شده‌است.